# Blue Basin
Blue Basin es una localidad de Trinidad y Tobago, que forma parte de la región de Diego Martín.

## Geografía
La localidad abarca parte de la isla Trinidad y limita al norte con el mar Caribe, al sur con St. Lucien Road, Blue Range y Cameron Road, al este con Cameron Road y al oeste con River Estate y Bagatelle.

## Demografía
Datos demográficos de la localidad de Blue Basin:
| Gráfica de evolución demográfica de Blue Basin entre 2000 y 2011 |
|                                                                  |